# Salim Rabahi
Salim Rabahi –en árabe, سليم رباحي– (nacido el 27 de enero de 1996) es un deportista argelino que compite en judo. Ganó una medalla de bronce en los Juegos Panafricanos de 2019, y tres medallas de bronce en el Campeonato Africano de Judo entre los años 2016 y 2019.

## Palmarés internacional
| Juegos Panafricanos | Juegos Panafricanos         | Juegos Panafricanos | Juegos Panafricanos |
| Año                 | Lugar                       | Medalla             | Categoría           |
| ------------------- | --------------------------- | ------------------- | ------------------- |
| 2019                | Rabat (Marruecos)           | Medalla de bronce   | –60 kg              |
| Campeonato Africano |                             |                     |                     |
| Año                 | Lugar                       | Medalla             | Categoría           |
| 2016                | Túnez (Túnez)               | Medalla de bronce   | –60 kg              |
| 2018                | Túnez (Túnez)               | Medalla de bronce   | –60 kg              |
| 2019                | Ciudad del Cabo (Sudáfrica) | Medalla de bronce   | –60 kg              |